# エリクシール (化粧品)
ELIXIR（エリクシール）は、資生堂が1983年より販売している化粧品ブランドの名称である。
派生ブランドとして「エリクシール ルフレ」「エリクシール シュペリエル」「エリクシール ホワイト」「エリクシール アドバンスド」がある。

## 概要
- 1983年発売開始。初代イメージモデルに倍賞美津子を起用。キャッチコピーは「Ms.ニッポン」、音楽は坂本龍一（「CM/TV」に音源が収録されている）。
- ブランド誕生当初は、スキンケアからメーキャップまでトータルで商品を展開していたが、後年は、近年拡大するアンチエイジングケア市場へ向けて、「コラーゲンエキス」を配合し素肌のハリ改善機能をアップさせた「リフトアップスキンケアブランド」に特化していた。

## ブランド名の由来
「elixir」とは、フランス語で「霊感」「粋」「情」「エッセンス」を意味し、「科学」と「情感」のエッセンス（粋）を集めることによって、美しい年代をいつまでも保つ、という意味が込められている。

## イメージモデル

### 現在
2025年3月現在
- 石田ゆり子

### 過去
- 倍賞美津子
- アン・ルイス
- 今井美樹
- 浅野温子
- 賀来千香子
- 小泉今日子
- 熊沢千絵
- 瀬戸朝香
- 吹石一恵
- 竹内結子
- 広末涼子
- 永作博美
- 滝川クリステル
- 吉岡里帆
- 篠原涼子
- 長澤まさみ
- 浜辺美波

## 商品ラインナップ
（2021年6月現在）

### ベーシックケア

#### 化粧水
- エリクシール ルフレ バランシング ウォーター Ⅰ・Ⅱ
- エリクシール シュペリエル リフトモイスト ローション T Ⅰ・Ⅱ・Ⅲ
- エリクシール ホワイト クリアローション T Ⅰ・Ⅱ・Ⅲ
- エリクシール アドバンスド ローション T Ⅰ・Ⅱ・Ⅲ

#### 乳液
- エリクシール ルフレ バランシング ミルク Ⅰ・Ⅱ
- エリクシール シュペリエル リフトモイスト エマルジョン T Ⅰ・Ⅱ・Ⅲ
- エリクシール ホワイト クリアエマルジョン T Ⅰ・Ⅱ・Ⅲ
- エリクシール アドバンスド エマルジョン T Ⅰ・Ⅱ・Ⅲ

#### 美容乳液・クリーム(日中用)
- エリクシール ルフレ バランシング おしろいミルク
- エリクシール ルフレ バランシング おしろいミルク C
- エリクシール シュペリエル デーケアレボリューション T+ SPF50+・PA++++
- エリクシール シュペリエル デーケアレボリューション T SPF30・PA++++
- エリクシール ホワイト デーケアレボリューション T+ SPF50+・PA++++
- エリクシール ホワイト デーケアレボリューション T SPF30・PA++++
- エリクシール アドバンスド スキンフィニッシャー SPF50+・PA++++

#### メイク落とし・洗顔料
- エリクシール ルフレ バランシング バブル
- エリクシール シュペリエル スムースジェルウォッシュ
- エリクシール シュペリエル モイストイン クレンズ
- エリクシール シュペリエル メイククレンジングオイル N
- エリクシール シュペリエル メイククレンジングジェル N
- エリクシール シュペリエル メイククレンジングクリーム N
- エリクシール シュペリエル メイククレンジングローション N
- エリクシール ホワイト メイククリアオイル
- エリクシール ホワイト メイククリアジェルクリーム
- エリクシール シュペリエル クレンジングムース N
- エリクシール シュペリエル クレンジングフォーム Ⅰ・Ⅱ N
- エリクシール ホワイト クレンジングフォーム
- エリクシール ホワイト クレンジングソープ

### トライアルセット・その他
- エリクシール シュペリエル トライアルセット e T
- エリクシール ホワイト トライアルセット e T
- エリクシール アドバンスド トライアルセット
- エリクシール つや玉コットン

### スペシャルケア

#### 美容液
- エリクシール シュペリエル デザインタイムセラム
- エリクシール シュペリエル つや玉ミスト
- エリクシール シュペリエル ブースターエッセンス C
- エリクシール シュペリエル ブースターエッセンス
- エリクシール シュペリエル エンリッチドセラム CB
- エリクシール ホワイト スポットクリアセラム WT
- エリクシール アドバンスド エステティックエッセンス

#### クリーム
- エリクシール ルフレ バランシング　みずクリーム〈3月21日発売〉
- エリクシール シュペリエル エンリッチド　リンクルクリーム　＋カバー [期間限定]
- エリクシール シュペリエル エンリッチド リンクルクリーム S
- エリクシール シュペリエル エンリッチド リンクルクリーム L
- エリクシール ホワイト エンリッチド リンクルホワイトクリーム S
- エリクシール ホワイト エンリッチド リンクルホワイトクリーム L
- エリクシール シュペリエル リフトナイトクリーム W
- エリクシール シュペリエル エンリッチドクリーム TB
- エリクシール ホワイト エンリッチド クリアクリーム TB
- エリクシール ホワイト リセット ブライトニスト

#### マッサージ
- エリクシール シュペリエル フェースエフェクト マッサージ
- エリクシール ホワイト トーンアップマッサージ

#### 収れん化粧水
- エリクシール シュペリエル フレッシュアップ トーニング
- エリクシール ホワイト トーニングローション

#### パック・マスク
- エリクシール ルフレ バランシング おやすみマスク
- エリクシール シュペリエル スリーピングジェルパック W
- エリクシール ホワイト スリーピングクリアパック C
- エリクシール シュペリエル リフトモイストマスク W
- エリクシール ホワイト クリアエフェクトマスク

### ベースメイク

#### ファンデーション
- エリクシール シュペリエル つや玉ファンデーション T（レフィル）
- エリクシール シュペリエル リフティングモイスチャーパクト UV（レフィル）

#### 化粧下地
- エリクシール シュペリエル コントロールベース UV

#### おしろい
- エリクシール シュペリエル ルースパウダー
- エリクシール シュペリエル プレストパウダー